# Многостен на Кеплер-Поансо
Многостен на Кеплер-Поансо е названието в геометрията на правилно еднообразно неизпъкнало тяло. Съществуват четири такива тела:
- Малък звездовиден додекаедър
- Голям додекаедър
- Голям звездовиден додекаедър
- Голям икосаедър

Те могат да бъдат разглеждани като дострояване на додекаедър и икосаедър с изграждането на допълнителни пирамиди върху първоначалните стени, при условието, че добавяните стените лежат
отново в същия брой плоскости. Това е еквивалентно на приемането, че са изградени от неизпъкнали, звездни многоъгълници. Тъй като тези фигури заграждат празнини, през тях могат да минават елементи на други фигури. Изброяването на собствените елементи за телата на Kеплер-Поансо включва известна условност.
| Name                         | Picture | Означение по Шлефли {p,q} | Стени {p} | Ръбове | Върхове {q} | Ойлеров х-р. |
| ---------------------------- | ------- | ------------------------- | --------- | ------ | ----------- | ------------ |
| Малък звездовиден додекаедър |         | {5/2,5}                   | 12 {5/2}  | 30     | 12 {5}      | -6           |
| Голям додекаедър             |         | {5,5/2}                   | 12 {5}    | 30     | 12 {5/2}    | -6           |
| Голям звездовиден додекаедър |         | {5/2,3}                   | 12 {5/2}  | 30     | 20 {3}      | 2            |
| Голям икосаедър              |         | {3,5/2}                   | 20 {3}    | 30     | 12 {5/2}    | 2            |

## История
Многостените на Кеплер-Поансо са нареченеи така в чест на учените, които първи са ги описали и изследвали. Тяхната впечтляваща симетрия е била забелязана по-рано и е била съответно използвана за декоративни цели. Един такъв пример е мраморно пано във венецианската базилика Св. Марко, изработено през 14 век, (вероятно от Паоло Учело).
Кеплер в 1619 г. посочва, че Малкият и Големият звезден Додекадър са правилни еднообразни тела, макар и неизпъкнали, (понякога те биват изрично наричани звездните многостени на Кеплер).
В 1809 Луи Поансо преоткрива находката на Кеплер, а също и другите две тела (съответно наричани оттогава 'многостени на Поансо'). В 1812 Огюстен Коши, изхождайки от платоновите тела, изработва доказателство, че други подобни тела няма.